# 北海道道296号比布愛別停車場線

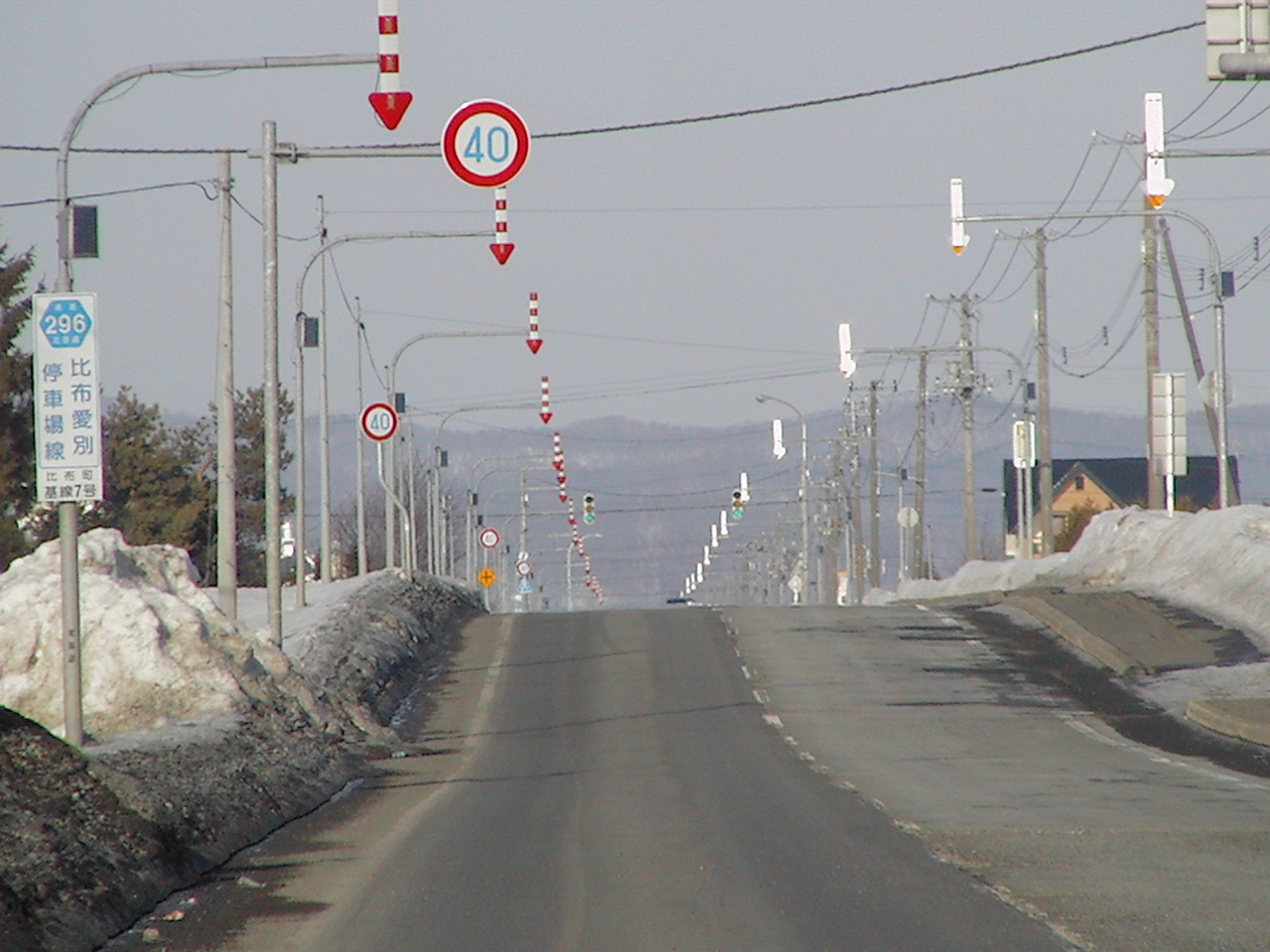
北海道道296号（比布町基線）

北海道道296号比布愛別停車場線（ほっかいどうどう296ごう ぴっぷあいべつていしゃじょうせん）は、北海道上川郡比布町と愛別町を結ぶ一般道道（北海道道）である。

## 概要

### 路線データ
- 起点：北海道上川郡比布町基線（国道40号交点）
- 終点：北海道上川郡愛別町字東町（JR北海道 石北本線 愛別駅）
- 路線延長：10.1km（総延長）

## 歴史
- 1957年（昭和32年）7月25日 - 249号として路線認定[1]。
- 1994年（平成6年）10月1日 - 路線番号を296号に変更[2]。

この路線の前身は、1950年（昭和25年）3月14日に認定された準地方費道189号愛別比布停車場線の一部である。

## 路線状況

### 重複区間
- 愛別町字本町（北海道道101号下川愛別線）
- 愛別町字本町 - 愛別町字東町（北海道道140号愛別当麻旭川線）

### 道路施設
主な橋梁
- 布引橋（愛別川）＝比布町南1線 - 愛別町字金富
- 愛別橋（石狩川）＝愛別町字本町 - 愛別町字東町（道道140号重複区間）

## 地理

### 通過する自治体
- 上川総合振興局
  - 上川郡比布町
  - 上川郡愛別町

### 交差する道路
比布町
- 国道40号 - 基線（起点）
- 北海道道1122号当麻比布線 - 基線

愛別町
- 北海道道101号下川愛別線 - 本町（重複）
- 国道39号 - 本町
- 北海道道140号愛別当麻旭川線 - 東町（重複）
- 北海道道1136号旭川層雲峡自転車道線 - 東町

### 沿線にある施設
愛別町
- セブン-イレブン愛別町店 - 本町140
- 上川中央農協本所 - 本町125
- 愛別郵便局 - 本町116
- 旭川信用金庫愛別支店 - 本町
- 愛別町役場 - 字本町1区
- 大雪消防組合愛別消防署 - 本町345
- 愛別駅前簡易郵便局 - 字東町1区
- 愛別町立愛別中学校 - 字東町2区
- JR北海道 石北本線 愛別駅 - 東町